# قائمة الرحلات الأميرية الدولية لمشعل الأحمد
هذه قائمة بالرحلات الأميرية الدولية التي قام بها مشعل الأحمد الجابر الصباح، أمير الكويت السابع عشر والحالي. قام مشعل الأحمد بتسع رحلات دولية إلى ثماني دول منذ توليه الحكم في 16 ديسمبر 2023.

## ملخص
عدد الزيارات لكل دولة سافر إليها الشيخ مشعل هي:
- واحد : البحرين، مصر، الأردن، عُمان، قطر، تركيا والإمارات العربية المتحدة
- اثنان : المملكة العربية السعودية

## 2024
| # | البلد                    | المكان             | التواريخ          | المعلومات |
| - | ------------------------ | ------------------ | ----------------- | --- |
| 1 | المملكة العربية السعودية | الرياض             | 30 يناير          | زيارة دولة، التقى مع الملك سلمان وولي العهد محمد بن سلمان |
| 2 | عمان                     | مسقط (عمان)، الدقم | 6–7 فبراير        | زيارة دولة وحضور حفل افتتاح مصفاة الدقم المشتركة بين الكويت وعمان |
| 3 | البحرين                  | المنامة            | 13 فبراير         | زيارة دولة، التقى مع الملك حمد بن عيسى آل خليفة |
| 4 | قطر                      | الدوحة             | 20 فبراير         | زيارة دولة، التقى مع الشيخ تميم بن حمد آل ثاني |
| 5 | الإمارات العربية المتحدة | أبو ظبي            | 5 مارس            | زيارة دولة، التقى مع الشيخ محمد بن زايد آل نهيان |
| 6 | الأردن                   | عمان               | 23–24 أبريل       | زيارة دولة، التقى مع الملك عبد الله الثاني |
| 7 | المملكة العربية السعودية | الرياض             | 28 أبريل          | حضور اجتماع خاص للمنتدى الاقتصادي العالمي حول التعاون والنمو والطاقة للتنمية كرئيس الوفد الكويتي. التقى برئيس وزراء العراق محمد شياع السوداني ورئيس وزراء باكستان شهباز شريف. |
| 8 | مصر                      | القاهرة            | 30 أبريل — 1 مايو | زيارة دولة، التقى بالرئيس عبد الفتاح السيسي |
| 9 | تركيا                    | أنقرة              | 7—8 مايو          | زيارة دولة بمناسبة الذكرى الستين للعلاقات الثنائية بين البلدين. التقى بالرئيس رجب طيب أردوغان                                                                                 |